# 小行星13346
小行星13346（13346 Danielmiller）是一颗绕太阳运转的小行星，为主小行星带小行星。该小行星于1998年9月26日发现。

## 轨道参数
小行星13346的轨道半长轴为2.3864402 UA，离心率为0.183。